# Enicospilus thoas
Enicospilus thoas là một loài tò vò trong họ Ichneumonidae.